# Fusariose
Fusariose é uma doença causadas por fungos do género Fusarium que afeta plantas e animais, inclusive humanos. Quando afeta plantas cultivadas e rebanhos de animais originam grandes perdas econômicas. Em animais, incluindo nos seres humanos, são em geral infecções oportunísticas que entram por feridas com plantas ou terra e afectam a pele, unhas, os olhos ou intra-abdominal (peritonite).

## Causa
O Fusarium solani, o F. oxysporum e o F. moniliforme podem infectar humanos, mas a espécie que mais frequente de Fusarium que infecta humanos é o Fusarium proliferatum.

### Fatores de risco
Fatores de risco incluem imunidade baixa, lesão cutânea, trabalho braçal em área rural ou selvagem e após tratamento de câncer.:330

## Sinais e sintomas
Em animais, inclusive humanos, pode causar:
- Ceratite;
- Onicomicose;
- Micose cutânea;
- Peritonite;
- Celulite.

Os sintomas podem incluir febre que desaparece e reaparece (refratária), pele ulcerada e sinais de infecção respiratória como tosse e dor muscular. Em pessoas imunodeprimidas pode se disseminar por sangue causando fungemia potencialmente fatal.

## Epidemiologia
Entre humanos infecta qualquer idade e é um pouco mais comum em homens (62%) e os locais mais afetados são pele(22%), olhos (15%) e disseminada(40%). A mortalidade é de 34%, principalmente pela forma disseminada.

## Tratamento
Pode ser tratado com itraconazol, voriconazol ou anfotericina B em complexo lipídico ou lipossomal. A cura depende da melhora da imunidade do paciente. Recomenda-se que trabalhadores rurais usem equipamento de segurança, como luvas, manga larga e botas, para evitar infecção por esporas.